# Reina Hispanoamericana

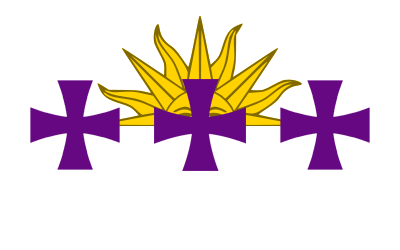
Bandera de la Hispanidad. Lema: Justicia, Paz, Unión y Fraternidad.

Reina Hispanoamericana (hasta el año 2006 denominado Reina Sudamericana) es un concurso de belleza femenina internacional, donde participan todas las delegadas de los países de lengua o ascendencia hispana. Desde su surgimiento en 1991 el concurso ha obtenido fama en América y en parte de Asia y África. 
La actual Reina Hispanoamericana es Día Mate de Filipinas coronada como Reina Hispanoamericana 2025.

## Historia
La boliviana Gloria Suárez de Limpias creó en Santa Cruz de la Sierra, el "Reina Sudamericana" en 1991. Ese primer evento lo ganó la brasileña Patricia María Franco de Godoi, quien meses después ganó el "Miss Nuevo Continente 1992", en Caracas, Venezuela.
Hasta 2003 el certamen estaba limitado a los diez países de América del Sur, Argentina, Bolivia, Brasil, Chile, Colombia, Ecuador, Paraguay, Perú, Uruguay y Venezuela. En 2004, se invitaron a representantes de países de América: Panamá y Costa Rica, en 2006 se agregaron República Dominicana, Nicaragua, Puerto Rico y España. En 2007 se invitó a las representantes de México, Honduras, Cuba y Miss Estados Unidos (Hispana) y así se rebautizó el evento como "Reina Hispanoamericana". En 2008 se incorporaron Curazao, Haití y El Salvador. En 2010 se unió Guatemala. En 2011 se une Aruba. En 2013 se incorporó a Europa (Hispana). En 2017, se agregaron Australia, Canadá, Filipinas y a Portugal.En 2018 Se incorporo Belice. En 2022 se incorporaron Guinea Ecuatorial, Alemania e Italia y en 2023 a Trinidad y Tobago y a Indonesia.
Este evento no debe confundirse con el Miss América Latina.

## Ganadoras
| Año       | Reina Hispanoamericana                           | País                 | Virreina Hispanoamericana                  | País                 | Sede                |
| 1991      | Patrícia Maria Franco de Godóy                   | Brasil               | Vivian Rosanna Benítez Brizuela            | Paraguay             | Santa Cruz, Bolivia |
| 1992      | Francis del Valle Gago Aponte                    | Venezuela            | Raquel Viviana Chaparro Gómez              | Colombia             | Santa Cruz, Bolivia |
| 1993      | Tatiana Paola Vintimilla Moscoso                 | Ecuador              | Savka Nevenka Pollak Tomasevich            | Chile                | Santa Cruz, Bolivia |
| 1994      | Liliana Noemí González Mena                      | Paraguay             | Solange Carolina Pastor                    | Venezuela            | Santa Cruz, Bolivia |
| 1995      | Carolina Taís Müller                             | Brasil               | María Auxiliadora González Guzmán          | Venezuela            | Santa Cruz, Bolivia |
| 1996      | Gabriela Vergara Aranguren                       |                      |                                            |                      |                     |
| 1996      | Gabriela Vergara Aranguren                       | Venezuela            | Paola Simon                                | Brasil               | Santa Cruz, Bolivia |
| 1997      | Patricia Fuenmayor Hernández †                   | Venezuela            | Verónica María Larrieu Velasco             | Bolivia              | Santa Cruz, Bolivia |
| 1998      | Susana Barrientos Roig                           | Bolivia              | Dayra del Carmen Lambis de Ávila           | Venezuela            | Santa Cruz, Bolivia |
| 1999      | Jenny Vaca Paz                                   | Bolivia              | Karen Lisiane Larrea Kohler                | Brasil               | Santa Cruz, Bolivia |
| 2000      | Ligia Fernanda Petit Vargas                      | Venezuela            | Natalia Figueras Cabezas                   | Uruguay              | Santa Cruz, Bolivia |
| 2001      | María Rocío Stevenson Covo                       | Colombia             | María Norelys Rodríguez Guillén            | Venezuela            | Santa Cruz, Bolivia |
| 2002      | Marcela Cora Ruete Dirisio                       | Ecuador              | Irene Aguilera Vargas                      | Bolivia              | Santa Cruz, Bolivia |
| 2003      | Maria Cecília Souza Valarini                     | Brasil               | María Fernanda Tóndolo Paz                 | Venezuela            | Santa Cruz, Bolivia |
| 2004      | Tania María Domanickzy Vargas                    | Paraguay             | Mónica Patricia Jaramillo Giraldo          | Colombia             | Cochabamba, Bolivia |
| 2005      | Diana Milena Cepeda Castro                       | Colombia             | Priscila Verónica del Salto Astudillo      | Ecuador              | Cochabamba, Bolivia |
| 2006      | Francine Eickemberg Cruz                         | Brasil               | Ana María Ortiz Rodal                      | Bolivia              | Santa Cruz, Bolivia |
| 2007      | Massiel Indira Taveras Henríquez                 | República Dominicana | Jane de Sousa Borges Oliveira              | Brasil               | Santa Cruz, Bolivia |
| 2008      | Laura Zúñiga Huizar (Destronada)                 | México               | Vivian Noronha Cia                         | Brasil               | Santa Cruz, Bolivia |
| 2008      | Vivian Noronha Cia (Sucesora)                    | Brasil               | Gabriela Mercedes Rejala Llanes (Virreina) | Paraguay             | Santa Cruz, Bolivia |
| 2009      | Adriana Cristina Vasini Sánchez                  | Venezuela            | Sandra María Vinces Pinargote              | Ecuador              | Santa Cruz, Bolivia |
| 2010      | Caroline Gabriela Medina Peschiuta               | Venezuela            | Egni Analía Almirón Eckert                 | Paraguay             | Santa Cruz, Bolivia |
| 2011      | Evalina Van Putten                               | Curazao              | María Jesús Matthei Molina                 | Chile                | Santa Cruz, Bolivia |
| 2012      | Sarodj Bertin Durocher                           | Haití                | Juliana Sampaio Almarcha                   | España               | Santa Cruz, Bolivia |
| 2013      | María Alejandra López Pérez                      | Colombia             | Yaritza Miguelina Reyes Ramírez            | República Dominicana | Santa Cruz, Bolivia |
| 2014      | Romina Rocamonje Fuentes                         | Bolivia              | Vanessa López Quijada                      | México               | Santa Cruz, Bolivia |
| 2015      | Sofía del Prado Prieto                           | España               | Laura Leticia Garcete Riveros              | Paraguay             | Santa Cruz, Bolivia |
| 2016      | María Camila Soleibe Alarcon                     | Colombia             | Magdalena Chiprés Herrera                  | México               | Santa Cruz, Bolivia |
| 2017      | Teresita Ssen Lacsamana Márquez (Winwyn Marquez) | Filipinas            | Monica Akisha Albert Guzman                | Curazao              | Santa Cruz, Bolivia |
| 2018      | Nariman Cristina Batikha Yanyi                   | Venezuela            | Isabele Pandini Nogueira                   | Brasil               | Santa Cruz, Bolivia |
| 2019-2020 | Regina Peredo Gutiérrez                          | México               | Gabrielle Vilela de Souza                  | Brasil               | Santa Cruz, Bolivia |
| 2021      | Andrea Paola Martínez Bazarte                    | México               | Ana Lucía Tejeria Healy                    | Panamá               | Santa Cruz, Bolivia |
| 2022      | Arlette Jatzury Rujel del Solar                  | Perú                 | Adriana Carolina Pérez Vallenilla          | Venezuela            | Santa Cruz, Bolivia |
| 2023-2024 | Maricielo Gamarra Alvarado                       | Perú                 | Fernanda Isabel Rojas Ramírez              | Venezuela            | Santa Cruz, Bolivia |
| 2025      | Deanna Marie Remulla Maté (Dia Mate)             | Filipinas            | Sofía Valentina Fernández Mendoza          | Venezuela            | Santa Cruz, Bolivia |

### Países Finalistas
| Año       | 1.ª. Finalista                                   | 2.ª. Finalista                                | 3.ª. Finalista                           | 4.ª. Finalista                                          | 5.ª. Finalista                          | 6.ª. Finalista                      |
| 2007      | Paraguay María José Maldonado Gómez              | España María Jesús Ruiz Garzón                |                                          |                                                         |                                         |                                     |
| 2008      | Uruguay Paula Andrea Díaz Galione                | Bolivia Rosa Dominique Noemí Peltier de Liota | Venezuela Ligia Elena Hernández Frías    | Perú Annmarie Dehainaut Velezmoro                       |                                         |                                     |
| 2009      | Brasil Lívia Da Silva Nepomuceno                 | España Melodía "Melody" Mir Jiménez           | Bolivia Flavia Fernanda Foianini Arzabe  | República Dominicana Rocío Elizabeth Castellanos Matías | Colombia Lina Marcela Mosquera Ochoa    |                                     |
| 2010      | Bolivia María Olivia Pinheiro Menacho            | Brasil Suymara Barreto Parreira               | España Raquel Lozano Fraile              | Uruguay Stephany Ortega Da Costa                        | Argentina Yesica Natalia Di Vincenzo    |                                     |
| 2011      | Bolivia Yessica Sharit Mouton Gianella           | Ecuador Olga Mercedes Álava Vargas            | Paraguay Alba Lucía Riquelme Valenzuela  | España Alba Fortes Viñolas                              | Venezuela Angela Julieta Ruiz Pérez     |                                     |
| 2012      | Bolivia Alexia Laura Viruez Pictor               | Paraguay Stephanía Sofía Vázquez Stegman      | Brasil Jeanine Cristiane Castro          | Panamá Ana Lorena Ibáñez Carles                         | Cuba Damaris Aguiar                     |                                     |
| 2013      | Venezuela Gabriela María Graf-Stillfried Barreto | Chile María José Barrena Medel                | México Gabriela Prieto Díaz Infante      | Puerto Rico Suzette Eunice Rivera Sanes                 | Paraguay Guadalupe González             | Bolivia Claudia Tavel Antelo        |
| 2014      | Venezuela Andrea Victoria Lira Soledad           | Ecuador Inés Carolina Panchano Lara           | Haití Carolyne Désert                    | Panamá María De Lourdes "Lully" Gallimore Campos        | Colombia Cindy Viviana Clavijo Chamorro | Brasil Raquel Benetti               |
| 2015      | Aruba Digene Zimmerman                           | Venezuela Karielys Cuadros Rodríguez          | Argentina Yoana del Carmen Don Marozzi   | Curazao Neyda Juliana Lithgow Batista                   |                                         |                                     |
| 2016      | Brasil Mayra Benita Alves Dias                   | Venezuela Antonella Paola Massaro Escalona    | Haití Raquel Pélissier Neïland           | Paraguay Lourdes Andrea Melgarejo González              | España Sarah Loinaz Martín              | Perú Fiorella Ximena Peirano Medina |
| 2017      | Brasil Maria Laís Wernner Berté                  | Venezuela María Victoria D'Ambrosio Díaz      | México Karla María López Berumen         | Bolivia Katherine Aysathu Añazgo Orozco                 | Cuba Gladys Carredeguas Mayor           | Paraguay Daisy Diana Lezcano Rojas  |
| 2018      | México Aranza Anaid Molina Rueda                 | Paraguay María Belén Alderete Gayoso          | Bolivia Marian Joyce Prado Ribera        | Chile Camila Ignacia Helfmann Pastene                   | Ecuador Lisseth Estefanía Naranjo Goya  | Cuba Gleidys Leyva Rodríguez        |
| 2019-2020 | Colombia Laura Juliana Claro Coronel             | Puerto Rico Yuanilie Alvarado González        | Paraguay Ketlin Lottermann Bazzo         | Venezuela Liz Valeria Badell Lillo                      | Filipinas Maria Katrina Llegado         | España Ainara Cardaño Cadavieco     |
| 2021      | Colombia Maria Alejandra Vengoechea Cárcamo      | Venezuela María Andrea Romero Morelo          | Filipinas Zoe Emmanuelle Camcam Vera     | Brasil Bruna Custódio Zanardo                           | Portugal Theresa Lila Matos Agonia      |                                     |
| 2022      | Brasil Guilhermina Montarroyos Lira              | Puerto Rico Ediris Joan Rivera Berríos        | México Diana Laura Abigaíl Robles Rivera | Colombia María Lucía Cuesta Arias                       |                                         |                                     |
| 2023-2024 | Brasil Cinthya Moura Escavadeira                 | Filipinas Michelle Arceo Kain                 | Curazao Bianty Gompert                   | Colombia Paula Andrea Alarcón Vargas                    |                                         |                                     |
| 2025      | Colombia Sharon Gabriela Gamarra Acevedo         | España Carolina Barroso Pérez                 | Perú Nikita Ángela Palma Gárate          | Brasil Júlia de Castro Rodrigues                        | Polonia Zuzanna Balonek                 |                                     |

### Países ganadores
| País                 | N° de Coronas | Años                                     |
| Venezuela            | 7             | 1992, 1996, 1997, 2000, 2009, 2010, 2018 |
| Brasil               | 5             | 1991, 1995, 2003, 2006, 2008             |
| Colombia             | 4             | 2001, 2005, 2013, 2016                   |
| Bolivia              | 3             | 1998, 1999, 2014                         |
| Filipinas            | 2             | 2017, 2025                               |
| Perú                 | 2             | 2022, 2023                               |
| México               | 2             | 2019, 2021                               |
| Paraguay             | 2             | 1994, 2004                               |
| Ecuador              | 2             | 1993, 2002                               |
| España               | 1             | 2015                                     |
| Haití                | 1             | 2012                                     |
| Curazao              | 1             | 2011                                     |
| República Dominicana | 1             | 2007                                     |
| TOTAL                | 33            |                                          |

| País                 | N° de Virreinas | Años                                           |
| Venezuela            | 8               | 1994, 1995, 1998, 2001, 2003, 2022, 2023, 2025 |
| Brasil               | 5               | 1996, 1999, 2007, 2018, 2019                   |
| Paraguay             | 4               | 1991, 2008, 2010, 2015                         |
| Bolivia              | 3               | 1997, 2002, 2006                               |
| México               | 2               | 2014, 2016                                     |
| Chile                | 2               | 1993, 2011                                     |
| Ecuador              | 2               | 2005, 2009                                     |
| Colombia             | 2               | 1992, 2004                                     |
| Panamá               | 1               | 2021                                           |
| Curazao              | 1               | 2017                                           |
| República Dominicana | 1               | 2013                                           |
| España               | 1               | 2012                                           |
| Uruguay              | 1               | 2000                                           |
| TOTAL                | 33              |                                                |

#### Sobre los países ganadores
- Venezuela lidera el número de coronas con 7, le sigue Brasil con 5, Colombia con 4 y Bolivia con 3.
- Venezuela, Bolivia, México y Perú son los únicos países que han coronado dos Reinas de forma consecutiva. En el caso de Venezuela, ha realizado la hazaña en dos ocasiones (1996-1997) y (2009-2010); mientras Bolivia en una ocasión (1998-1999) al igual que México (2019-2021) y la última vez en lograrlo fue Perú (2022-2023).

## Controversias
En 1996, Miss Bolivia, Helga Bauer, ganó la corona máxima, pero tuvo problemas legales con Promociones Gloria, lo cual la llevó a ser destituida. Helga denunció supuesto caso de proxenetismo dentro de la casa de la belleza.
En 2008, Miss México, Laura Zúñiga ganó la corona de Reina Hispanoamericana, pero pocas semanas después fue arrestada en México por estar vinculada a una banda de narcotraficantes, lo cual la llevó a ser destituida de la corona. El mismo año, Miss Guatemala, Jennifer Chiong, se retiró del concurso alegando haber recibido malos tratos por parte de la organización del certamen.
En 2011, Miss Brasil, Tamara Almeida, tuvo que abandonar el certamen debido a problemas de salud. La brasileña sufrió una cetoacidosis diabética como complicación de su diabetes mellitus tipo 1. Tamara tuvo que dar declaraciones a la prensa por qué se retiraba del concurso debido a los rumores de que padecía un trastorno alimentario e incluso que estaba embarazada.
En 2015, Miss Paraguay, Laura Garcete, ganó el título de Virreina, pero pocas semanas después del certamen anunció que estaba embarazada por lo cual fue destituida. El mismo año, Miss Europa Hispana, Adriana González, abandonó el certamen por problemas familiares, pero medios de comunicación difundieron el rumor que lo dejó por ser transexual. Un programa de farándula boliviano se comunicó con ella por su cuenta de Twitter y allí Adriana contó del por qué su retiro y desmintió completamente la supuesta transexualidad.